# Uleanivka, Camenița
Uleanivka (în ucraineană Улянівка) este un sat în comuna Holoskiv din raionul Camenița, regiunea Hmelnîțkîi, Ucraina.

## Demografie
Componența lingvistică a localității Uleanivka
     Ucraineană (99,36%)
     Alte limbi (0,64%)
Conform recensământului din 2001, majoritatea populației localității Uleanivka era vorbitoare de ucraineană (99,36%), existând în minoritate și vorbitori de alte limbi.